# Pintalia tacta
Pintalia tacta är en insektsart som först beskrevs av Fowler 1904.  Pintalia tacta ingår i släktet Pintalia och familjen kilstritar. Inga underarter finns listade i Catalogue of Life.